# Nikolaj Kuznecov (ciclista)
Nikolaj Aleksandrovič Kuznecov (in russo Николай Александрович Кузнецов?; 20 luglio 1973) è un ex pistard russo.
È fratello della tennista Svetlana Kuznecova.

## Palmarès

### Olimpiadi
- 1 medaglia:
  - 1 argento (Atlanta 1996 nell'inseguimento a squadre)